# 納爾弗
納爾弗（Narfi）或名諾爾維（Norvi）。是洛基（Loki）和第三任妻子西格恩（Sigyn）的孩子，他還有一個同父同母的兄弟瓦利(Vali)，瓦利和奧丁（Odin）的一個兒子同名，但並非同一人。
當洛基因為設計謀殺巴德爾（Balder）的時候，諸神給予洛基永罰，將其綁在巨大的岩石上，並設了一隻不斷滴著劇毒的毒蛇在他在頭頂之處直到「諸神的黃昏」（Ragnarok）到來。這個綁洛基的鎖鏈，就是納爾弗的內臟做的。據說納爾弗是被他的兄弟所殺，瓦利後來也因這個行為被懲罰而變成了狼。
在紀錄中，夜晚女神諾特（Nott）的父親也叫諾爾維（Norvi）。但我們不能確定是兩者是同名還是同一人。